# Diecezja Francji
Diecezja Francji – diecezja Apostolskiego Kościoła Ormiańskiego z siedzibą w Paryżu we Francji.
Biskupem diecezji jest Wahan Howannisjan (2022).